# Casa Blanca de los Rioteros
Casa Blanca de los Rioteros es una pedanía perteneciente al municipio de Chinchilla de Montearagón, en Albacete (España).
Está situada muy cerca de la autovía de Murcia, al sur de Chinchilla de Montearagón. Según el Instituto Nacional de Estadística, tiene una población de 6 habitantes (2022).